# Шерард Осбърн
Шерард Осбърн (на английски: Sherard Osborn) е английски адмирал от Кралския военноморски флот, арктически изследовател.

## Ранни години (1822 – 1850)
Роден е на 25 април 1822 година в Мадрас (днес Ченай), Индия, в семейство на армейски офицер. На 15-годишна възраст постъпва като доброволец във военноморския флот. През 1838 г., едва 16-годишен, командва малък военен кораб и участва в сражение край бреговете на Малайзия. През 1841 – 1842 участва в блокадата и превземането на Кантон от англичаните. От 1844 до 1848 служи като капитан на кораб в ескадрата на сър Джордж Сиймор в Тихия океан.

## Експедиционна дейност (1850 – 1854)
През 1850 – 1851 г., като командир на кораба „Пионер“, участва в експедицията на Хорацио Томас Остин, задачата на която е издирване на изчезналата експедиция на Джон Франклин. Самостоятелно през 1851 г. изследва западния бряг на остров Принц Уелски на юг от залива Омани (73°05′ с. ш. 101°10′ з. д. / 73.083333° с. ш. 101.166667° з. д.) до нос Шерерд Осбърн (72°17′ с. ш. 101°40′ з. д. / 72.283333° с. ш. 101.666667° з. д.). По този начин пръв изследва източния бряг на протока Макклинток (между остров Принц Уелски на изток и остров Виктория на запад).
През 1852 – 1854 г., отново като командир на „Пионер“, участва в експедицията на Едуард Белчер, чиято основна задача е също търсене и намиране на Джон Франклин.

## Следващи години (1854 – 1875)
Като командир на фрегата „Везувий“, през 1855 – 1856 г. участва в Кримската война (1853 – 1856), като провежда няколко успешни операции в Черно и Азовско море, за които след това е награден с английски, френски и турски отличия.
В периода 1858 – 1859 г. взема участие и в морските сражения покрай бреговете на Китай по време на Втората опиумна война (1856 – 1860). През 1859 се завръща в Англия поради сериозно раняване.
След възстановяването си, през 1861 командва патрулен кораб в Мексиканския залив, а през 1862 – 1863 ескадра бойни кораби за борба с пиратството покрай бреговете на Китай. През 1864 е назначен за командир на първия британски линеен кораб с куполни надстройки за артилерийските оръдия.
През 1865 г. е привлечен на работа към Индийската железопътна компания, а през 1869 става директор на Международна телеграфна компания. През 1871 напуска телеграфната компания и отново е във военноморския флот, вече като капитан на кораба „Херкулес“ и звание контраадмирал.
През 1873 г. активно участва в организирането и оборудването на полярната експедиция на Джордж Нерс.
Умира на 6 май 1875 година в Лондон на 53-годишна възраст.

## Памет
Неговото име носят:
- връх Осбърн (65°00′ с. ш. 165°20′ з. д. / 65° с. ш. 165.333333° з. д.) в Западна Аляска;
- ледник Осбърнебреен (78°40′ с. ш. 13°20′ и. д. / 78.666667° с. ш. 13.333333° и. д.) в западната част на остров Западен Шпицберген, архипелаг Шпицберген;
- нос Осбърн (75°26′ с. ш. 92°25′ з. д. / 75.433333° с. ш. 92.416667° з. д.) на западния бряг на остров Девън, Канадски арктичен архипелаг;
- нос Осбърн (69°31′ с. ш. 139°06′ з. д. / 69.516667° с. ш. 139.1° з. д.) най-южната точка на остров Хершел, море Бофорт;
- нос Шерард (74°36′ с. ш. 80°13′ з. д. / 74.6° с. ш. 80.216667° з. д.) на югоизточния бряг на остров Девън, Канадски арктичен архипелаг;
- нос Шерерд Осбърн (72°17′ с. ш. 101°40′ з. д. / 72.283333° с. ш. 101.666667° з. д.) на западния бряг на остров Принц Уелски, Канадски арктичен архипелаг;
- нос Шерерд Хед (73°24′ с. ш. 97°07′ з. д. / 73.4° с. ш. 97.116667° з. д.) на североизточния бряг на остров Принц Уелски, Канадски арктичен архипелаг;
- остров Шерерд Осбърн (76°42′ с. ш. 99°39′ з. д. / 76.7° с. ш. 99.65° з. д.) в Канадския арктичен архипелаг;
- планина Осбърн (81°25′ с. ш. 78°25′ з. д. / 81.416667° с. ш. 78.416667° з. д.) на остров Елсмиър, Канадски арктичен архипелаг;
- планина Осбърнфелет (77°44′ с. ш. 18°15′ и. д. / 77.733333° с. ш. 18.25° и. д.) в източната част на остров Западен Шпицберген, архипелаг Шпицберген;
- фиорд Шерерд Осбърн (82°05′ с. ш. 50°58′ з. д. / 82.083333° с. ш. 50.966667° з. д.) в море Лънкълн на северозападното крайбрежие на Гренландия.

## Трудове
- „Mac Clure's discovery of the North West Passage“, London, 1856.